# Suaneten
Die Suaneten (lateinisch Suanetes, auch: Sarunetes, altgriechisch Σουάνητες Suánētes) waren ein alpiner Volksstamm in der späten Eisenzeit, der üblicherweise zu den Rätern gezählt wird.

## Historiographische und epigraphische Überlieferung
Erwähnt werden die Suaneten bei Plinius dem Älteren, Claudius Ptolemäus sowie auf einer Inschrift auf dem Siegesdenkmal Tropaeum Alpium bei La Turbie. Laut Plinius wurden die Suaneten im Zuge des Alpenfeldzuges der Römer unter Drusus und Tiberius im Jahr 15 v. Chr. besiegt.

## Siedlungsgebiet
Die Suaneten lebten im Quellgebiet des Hinterrheines und der heutigen Region Mittelbünden im Kanton Graubünden in der Schweiz. Vermutlich besiedelten sie vor allem das Tal Surses. Der surmeirische Ortsname des Talhauptortes Savognin wird auf Suanin und damit auf den Volksstamm der Suaneten zurückgeführt.

## Archäologie
2022 wurden im Rahmen des archäologischen Projekts «Cvmbat» unter der Co-Leitung von Peter-Andrew Schwarz unweit von Salouf Funde sichergestellt, die kriegerische Auseinandersetzungen zwischen Römern und den einheimischen Suaneten im Zuge des Alpenfeldzuges 15 v. Chr. bezeugen.